# 교황 교서

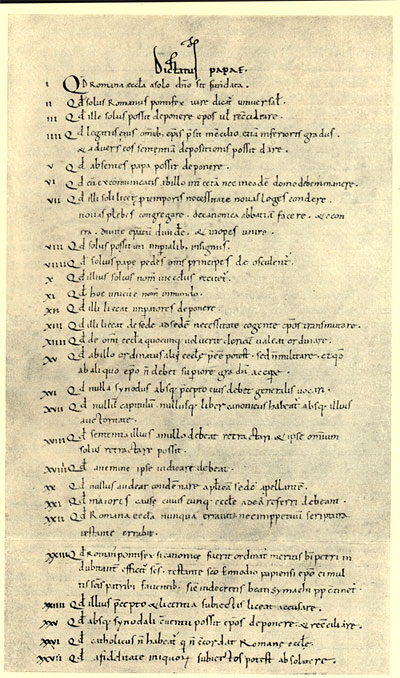

교황 교서(Dictatus Papae)는 교황 그레고리우스 7세가 발표한 것으로, 황제권에 대한 교황권의 우위를 주장한 문서이다.

## 내용
1. 로마교회는 유일하게 하느님에 의해 세워졌다.
2. 로마 교황만이 홀로 보편적이라고 불릴 수 있는 권리를 가지고 있다.
3. 교황만이 주교들을 파면하거나 용서할 수 있다.
4. 교황 사절들은 비록 낮은 지위라 할지라도 종교회의에서는 주교보다 우위에 있으며 주교들에 대해 폐위를 선언할 수 있다.
5. 교황은 부재중인 주교도 해임할 수 있다.
6. 그 중에서도 특히 파문당한 자들과는 결코 같은 집에 머물러서는 안 된다.
7. 시대의 상황에 따라 교황만이 새로운 법을 제정하거나, 집회를 소집하고, 참사회 직속 대수도원을 설립하고 다른 한편 부유한 교구는 나누고 가난한 교구는 통합할 수 있다.
8. 오직 교황만이 제국문장을 사용할 수 있다.
9. 교황은 모든 제후들로부터 발에 입맞춤을 받는 유일한 사람이다.
10. 교황의 이름만이 교회들 안에서 격식 갖추어 불릴 수 있다.
11. 교회 내에서는 교황의 이름만 불려야 한다.
12. 교황은 황제들을 퇴위시킬 수 있다.
13. 만일 필요하다면 주교를 다른 교구로 이동시킬 수 있다.
14. 교황은 자신이 원한다면 어떤 교회의 성직자라도 임명할 수 있다.
15. 교황에 의해 서품 받은 자는 다른 교회를 통치할 수 있으나 다른 이들의 명령은 받지 않는다.
16. 교황의 지시 없이 개최된 어떠한 공의회도 보편 공의회로 지칭되어서는 안된다.
17. 어떠한 문서나 원전도 교황의 권한 없이 교회법으로 간주될 수 없다.
18. 교황의 선언은 누구에 의해서도 다시 철회될 수 없으나, 자신은 다른 사람들의 결정을 철회할 수 있다.
19. 교황은 누구에 의해서도 재판받지 않는다.
20. 어느 누구도 사도좌에 호소한 사람에게는 단죄할 수 없다.
21. 모든 교회의 중대 사안들은 사도좌 앞에 가져와야 한다.
22. 로마 교회는 한 번도 오류에 떨어진 적이 없었고,또한 성서의 증언대로 앞으로도 결코 오류에 떨어지않을 것이다.
23. 만일 로마 교황이 법적으로 성성되었다면,의심의 여지없이 성 베드로의 공로로 거룩하게 된다.
24. 교황의 명령과 승인으로 그의 아랫사람이 고소를 제기할 수 있다.
25. 공의회를 소집하지 않고도 교황은 주교들을 면직시키거나 용서할 수 있다.
26. 로마 교회와 일치하지 않는 자는 가톨릭신자로 간주될 수 없다.
27. 교황은 아랫사람들을 부정한 사람들에 대한 충성서약으로부터 풀어줄 수 있다.

## 같이 보기
- 배교
- 이단